# Dorfkirche Eckmannsdorf

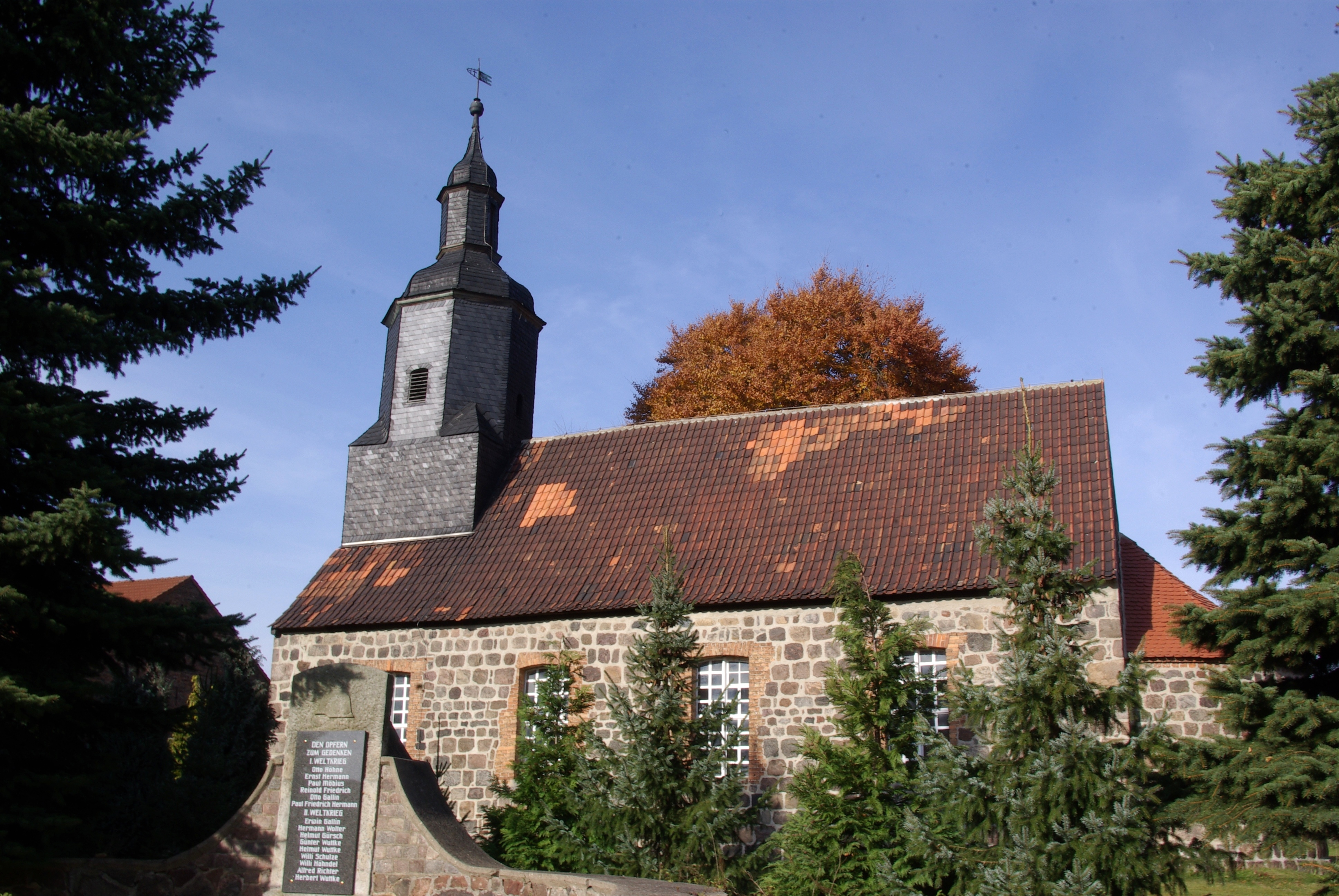
Die Kirche in Eckmannsdorf

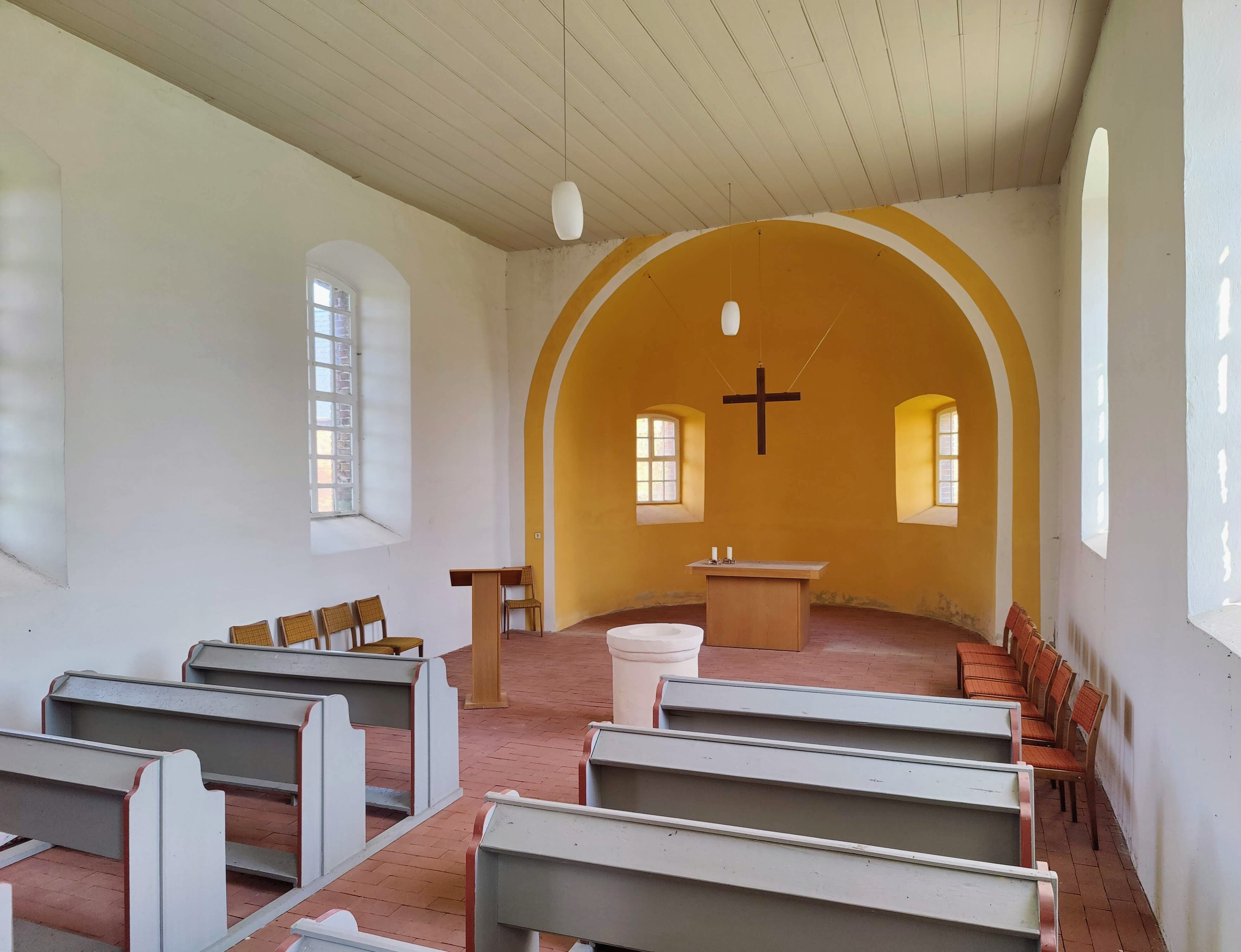
Innenraum (2023)

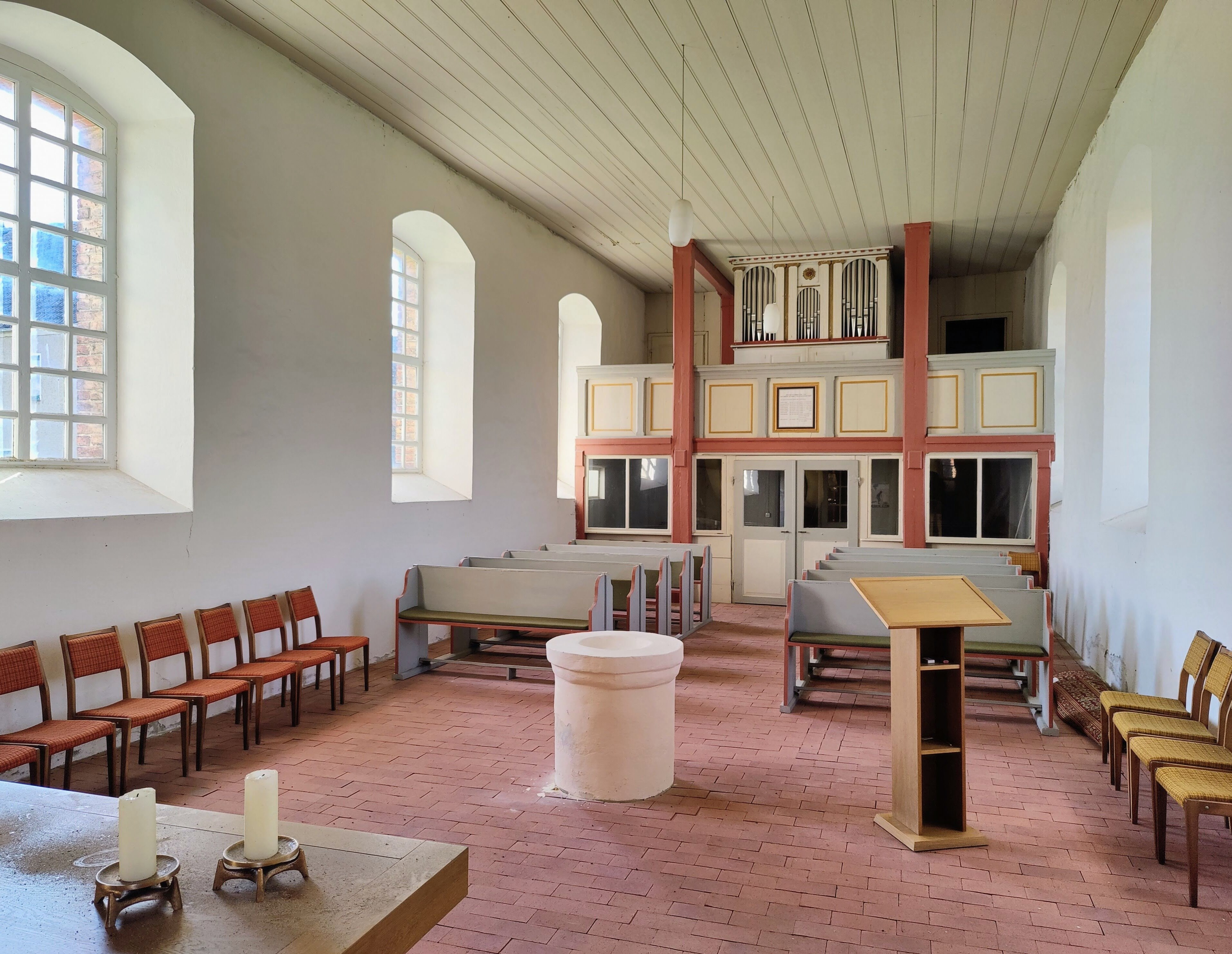
Blick zur Orgel

Die Dorfkirche Eckmannsdorf ist ein Baudenkmal im Niedergörsdorfer Ortsteil Eckmannsdorf im Landkreis Teltow-Fläming in Brandenburg. Die Kirche befindet sich nördlich der Dorfstraße in der Mitte der Gehöfte und westlich des Angers. Im Süden, zur Straße hin, wird der ehemalige Kirchhof von einer Mauer begrenzt. In diese Mauer ist ein Kriegerdenkmal integriert, die Mauer macht einen Bogen in Richtung Norden um das Denkmal. Nördlich der Kirche steht eine Blutbuche. Die Kirche gehört zur Pfarrstelle Blönsdorf im Kirchenkreis Wittenberg.

## Geschichte
Die ursprüngliche Kirche wurde wohl zu Beginn des 13. Jahrhunderts erbaut. Von diesem Bau ist allerdings nur ein Fenster im Westen der Nordseite erhalten geblieben. Die Portale an der Südseite sind nur durch andere Steinreihungen im Mauerwerk erkennbar. Im Spätmittelalter wurde das Dachwerk erneuert, die dabei verwendeten Hölzer stammen nach einer dendrochronologischen Untersuchung aus den Jahren von 1371 bis 1374. Die Sparrenkonstruktion wurde 1733 durch einen doppelten stehenden Stuhl verstärkt, die Hölzer wurden ebenfalls dendrochronologisch untersucht. Nach der Jahreszahl in der Wetterfahne des Turmes wurde dieser im Jahre 1696 hinzugefügt. Der Turm wurde 1790 renoviert.
Eine Renovierung fand 1835 statt. Dabei wurden die Fenster verändert, diese Maßnahmen veränderten die Kirche im Aussehen wesentlich. In diesem Jahr wurde die Empore vergrößert und die Orgel einbaut. Weitere Renovierungen oder Veränderungen fanden im Jahr 1899, 1961 und von 1974 bis 1975 statt. 1961 wurde der Turm erneuert, von 1974 bis 1975 wurde die wesentliche Ausstattung der Kirche und die ornamentale Ausstattung entfernt.

## Die Kirche
Es ist eine Saalkirche mit einer Apsis, die Apsis ist nur wenig eingezogen. Sie wurde aus Feldstein erbaut. An den Ecken befinden sich größere Steine als in den sonstigen Mauern. Die Apsis ist niedrig, hier befinden sich zwei Seitenfenster. Der Westturm ist eine Fachwerkkonstruktion, die heute verschiefert ist. Oberhalb des Daches ist der Turm achteckig, darüber befindet sich eine Haube mit Laterne. Der Turm wurde vom Kirchenschiff mit einer Bretterwand abgetrennt, sie bildet so eine Vorhalle.
Zur Ausstattung der Kirche gehört ein Altarkruzifix von 1838. Das Kruzifix ist aus Gusseisen und farbig gefasst. Die Bronzeglocke stammt aus dem ausgehenden 14. Jahrhundert. 

## Orgel

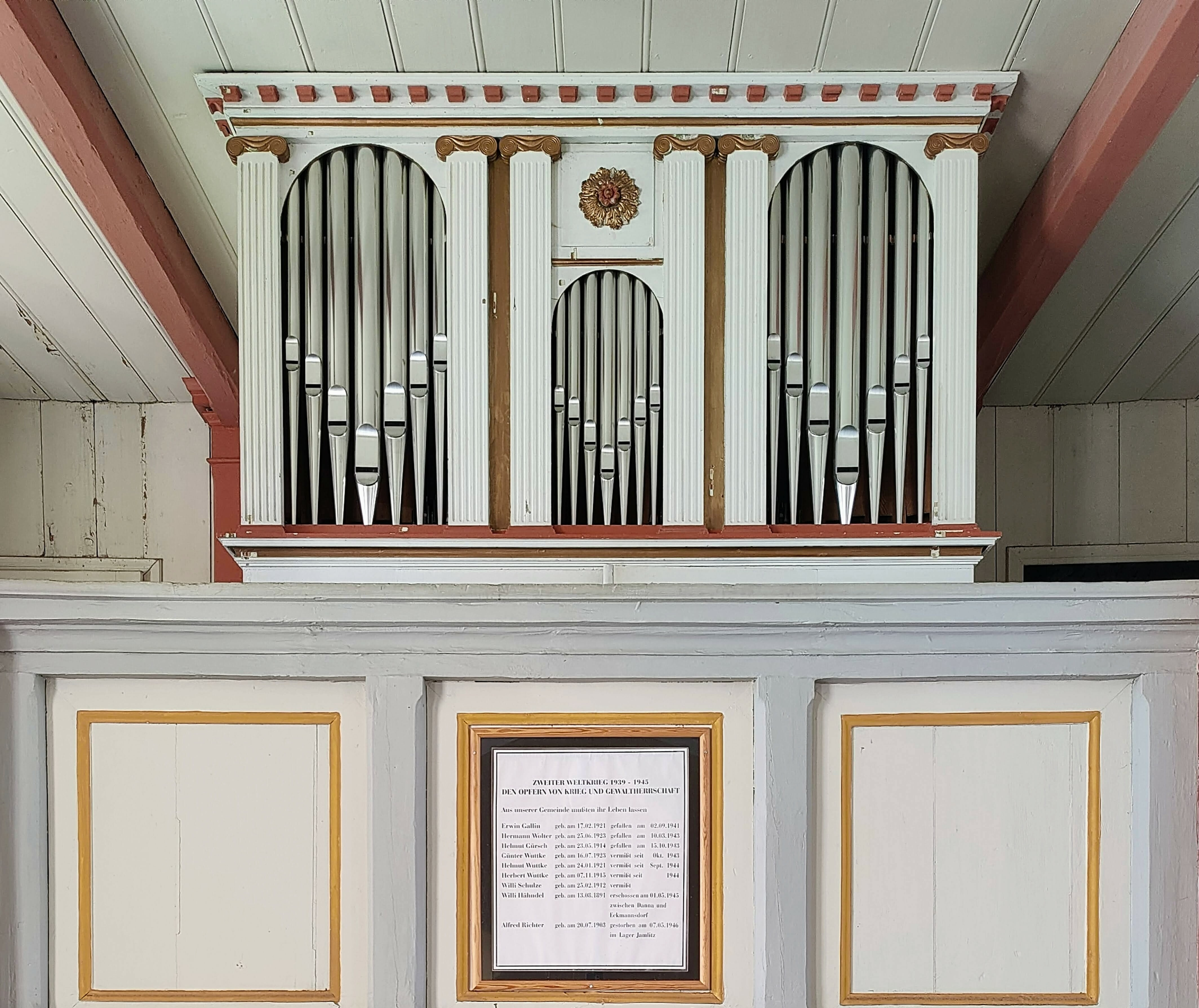
Turley-Orgel

Die Orgel mit 8 Registern auf einem Manual und Pedal wurde 1838 von Friedrich Turley erbaut. Eine Überholung erfolgte 2017 durch Rainer Wolter. Der Orgelprospekt ist im klassizistischen Stil gehalten. Die Disposition lautet:
| I Manual C–f3  |       |
| Gedact         | 8′    |
| Viola da Gamba | 8′    |
| Principal      | 4′    |
| Rohrflöte      | 4′    |
| Nassat         | 2 ⁄3′ |
| Mixtur III     |       |

| Pedal C–d1 |     |
| Subbaß     | 16′ |
| Violon     | 8′  |

- Koppel: I/P